# Björn Sänger

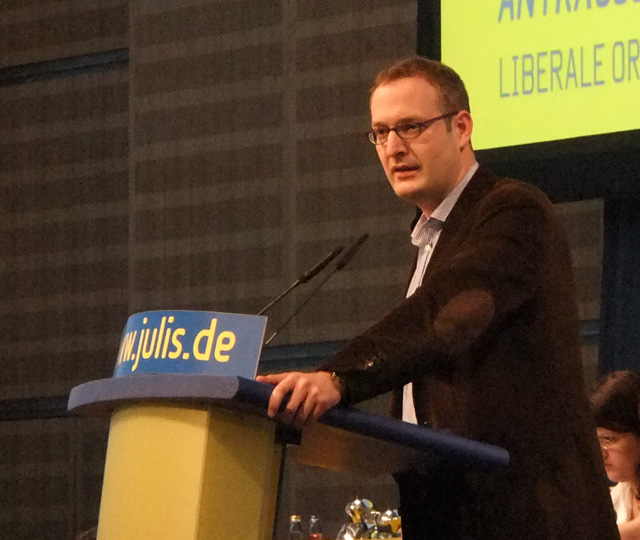
Rede auf dem 41. Bundeskongress der Jungen Liberalen

Björn Sänger (* 10. April 1975 in Kassel) ist ein deutscher Politiker (FDP). Von 2009 bis 2013 gehörte er dem Deutschen Bundestag an.

## Werdegang
Nach dem Abitur 1994 an der Albert-Schweitzer-Schule in Kassel absolvierte Sänger ein Studium der Wirtschaftswissenschaften an der Universität Kassel, welches er 1998 mit einer Diplomarbeit zum Thema Optimierung der Existenzgründungsförderung als Diplom-Ökonom abschloss.
Nach Gründung einer Unternehmensberatungsgesellschaft war er von 1997 bis 2002 als persönlicher Referent und Büroleiter des parlamentarischen Staatssekretärs a. D. und arbeitsrechtspolitischen Sprechers der FDP-Bundestagsfraktion Heinrich Leonhard Kolb tätig.
Nach einer freiberuflichen Tätigkeit bei der MLP AG, war er bis 2009 Geschäftsleitungsreferent beim Zentralverband der Deutschen Elektro- und Informationstechnischen Handwerke.
Von Ende 2017 bis Juni 2023 war Sänger Geschäftsführer der fino run GmbH, eines FinTechs aus Kassel.
Sänger ist verheiratet und hat einen Sohn.

## Partei
Björn Sänger ist seit 1991 Mitglied der FDP und war es bis zum Erreichen der Altersgrenze in 2010 auch in ihrer Jugendorganisation Junge Liberale.
Von 1992 bis 2000 war er Bezirksvorsitzender der Jungen Liberalen Nordhessen sowie bis 2007 Mitglied im hessischen Landesvorstand.
Von 2006 bis Mai 2018 war er Kreisvorsitzender der FDP im Landkreis Kassel.
Bei der Kommunalwahl 2021 trat Sänger bei der Landratswahl für den Landkreis Kassel an und erzielte 9,1 %.
Im März 2023 wurde er erneut zum Kreisvorsitzenden der FDP im Landkreis Kassel gewählt. Sänger trat am 27. Juni 2023 von allen politischen Ämtern zurück.

## Abgeordneter
Seit der hessischen Kommunalwahl 2006 war er Mitglied der Gemeindevertretung Ahnatal und stellvertretender Fraktionsvorsitzender der Fraktion der Liberalen Wählergemeinschaft (LWG). Nach der Kommunalwahl 2011 schied er wunschgemäß aus der Gemeindevertretung aus. Von Februar 2014 bis zum 27. Juni 2023 war er Mitglied im Kreistag des Landkreises Kassel und Vorsitzender der FDP-Fraktion.
Bei der Wahl zum 17. Deutschen Bundestag zog Sänger über die Landesliste der FDP Hessen in den Bundestag ein und vertrat dort den Wahlkreis Waldeck. In dieser Legislaturperiode regierte eine schwarz-gelbe Koalition (Kabinett Merkel II).
Sänger war ordentliches Mitglied im Finanzausschuss, stellvertretendes Mitglied in den Ausschüssen für Ernährung, Landwirtschaft und Verbraucherschutz und Verkehr, Bau und Stadtentwicklung sowie stellvertretendes Mitglied des Verwaltungsrats der Bundesanstalt für Finanzdienstleistungsaufsicht (BaFin). Björn Sänger gehörte darüber hinaus der AG Kommunalpolitik und der AG Energie der FDP-Bundestagsfraktion an und war außerdem stellvertretender Vorsitzender der Arbeitsgruppe Handwerk. Ab März 2012 war Sänger stellvertretender Vorsitzender der Deutsch-Russischen Parlamentariergruppe.